# Warrensville Heights
Warrensville Heights ist eine City im Cuyahoga County des US-Bundesstaates Ohio. Warrensville Heights ist eine Vorstadt von Cleveland und ist Teil des Großraums Cleveland. Das U.S. Census Bureau ermittelte bei der Volkszählung 2020 eine Einwohnerzahl von 13.789.

## Geschichte
Warrensville Heights wurde 1927 als Village gegründet. Seit 1960 besitzt Warrensville Heights das Stadtrecht.

## Demografie
Nach einer Schätzung von 2019 leben in Warrensville Heights 13.108 Menschen. Die Bevölkerung teilt sich 2017 auf in 4,4 % Weiße, 91,0 % Afroamerikaner, 0,1 % amerikanische Ureinwohner, 0,8 % Asiaten und 1,8 % mit zwei oder mehr Ethnizitäten. Hispanics oder Latinos machten 1,8 % der Bevölkerung aus. Das mittlere Haushaltseinkommen lag bei 44.438 US-Dollar und die Armutsquote bei 19,9 %.
| Jahr | Einwohner¹ |
| ---- | ---------- |
| 1950 | 4.126      |
| 1960 | 10.609     |
| 1970 | 18.925     |
| 1980 | 16.565     |
| 1990 | 15.745     |
| 2000 | 15.109     |
| 2010 | 13.542     |
| 2020 | 13.789     |

¹ 1950 – 2020: Volkszählungsergebnisse